# فلمینگن
فلمینگن (انگلیسی: Flemmingen)یک روستا در کشور آلمان ست که یکی از یازده جزیرهٔ فرهنگی است که از سوی جمهوری فدرال آلمان در فهرست میراث جهانی ارائه شده‌است.